# North Andover
North Andover és un poble del Comtat d'Essex (Massachusetts) als Estats Units d'Amèrica.

## Demografia
Segons el cens del 2000 tenia 27.202 habitants, 9.724 habitatges, i 6.904 famílies. La densitat de població era de 394,1 habitants/km².
Dels 9.724 habitatges en un 36,8% hi vivien nens de menys de 18 anys, en un 60,2% hi vivien parelles casades, en un 8,5% dones solteres, i en un 29% no eren unitats familiars. En el 25,1% dels habitatges hi vivien persones soles l'11,8% de les quals corresponia a persones de 65 anys o més que vivien soles. El nombre mitjà de persones vivint en cada habitatge era de 2,61 i el nombre mitjà de persones que vivien en cada família era de 3,16.
Per edats la població es repartia de la següent manera: un 25,5% tenia menys de 18 anys, un 9,5% entre 18 i 24, un 29,1% entre 25 i 44, un 22,6% de 45 a 60 i un 13,4% 65 anys o més.
L'edat mediana era de 37 anys. Per cada 100 dones de 18 o més anys hi havia 87,1 homes.
La renda mediana per habitatge era de 72.728 $ i la renda mediana per família de 91.105$. Els homes tenien una renda mediana de 66.793 $ mentre que les dones 38.495$. La renda per capita de la població era de 34.335$. Entorn del 2,1% de les famílies i el 2,9% de la població estaven per davall del llindar de pobresa.